# Лелявский, Анатолий Александрович
Анатолий Александрович Лелявский (6 марта 1923; Москва, РСФСР, СССР — 7 января 1995; Минск) — белорусский режиссёр театра кукол, драматург, педагог, народный артист БССР (1979), основатель белорусской национальной профессиональной школы театра кукол.

## Биография
Родился 6 марта 1923 года в Москве, в семье Марии Николаевны Лелявской (1883—1942), которая являлась работником РКИ, а по образованию — художницей. Отец — Александр Иванович Потанин, инженер. В браке его родители не состояли. Лелявского воспитывала только мать, его крестили в домашних условиях.
В 1952 году окончил режиссёрский факультет Государственного института Узбекистана. С 1956 по 1986 год был главным режиссёром Белорусского государственного театра кукол БССР, который является старейших театром кукол в своей республике. С 1959 года Лелявский стал персональным членом Международного союза кукольных театров (УНИМА), а также членом президиума Советского центра УНИМА.
Лелявский преподавал в 1975 году в Белорусском государственном театрально-художественном институте, где впервые в республике создал курс актёров-кукольников, положив начало профессиональному образованию деятелей театра кукол в Белоруссии.
Написал несколько книг, был автором популярных изданий «Кукольный театр в школе» (Минск, 1967), «Театр кукол» (Минск, 1974), предназначенных для детей и педагогов.
Лелявский поставил целый ряд кукольных спектаклей, которые стали классикой белорусского театра. Активно работал над постановками для взрослых. Благодаря Лелявскому афиша пополнялась вечерними спектаклями, среди которых были «Божественная комедия» И. Штока, «Прелестная Галатея» Б. Гадора и С. Дарваша, «Левша» Н. Лескова, «Клоп» В. Маяковского, «Жаворонок» Ж. Ануя, «Приключения бравого солдата Швейка» Я. Гашека и так далее. Под его руководством в программу театра были включены постановки по мотивам белорусского фольклора и истории: «Дед и Журавль» В. Вольского, «Серебряная табакерка» по З. Бядуле, «Баллада про белую вишню» С. Климкович.
На 2023-й год его постановки до сих пор находятся в театральном репертуаре. Поставленный Лелявским «Весёлый цирк» долго не покидал афиши Белорусского государственного театра кукол. Неизменной популярностью пользуется также его «Красная шапочка» по Е. Шварцу — спектакль сохраняется в репертуаре театра уже около 40 лет. 
Ушёл из жизни 7 января 1995 года в Минске.

## Память
В 1998 году согласно постановлению Совета министров РБ «Об увековечении памяти народного артиста Белоруссии Лелявского Анатолия Александровича» на доме № 2 по ул. Козлова, в Минске, где жил А. А. Лелявский, была установлена мемориальная доска.

## Постановки в драматическом театре
Кокандский областной музыкально-драматический театр им. Хамзы, Коканд (1952)
- «Заря Востока» Н. Сафарова

Восточно-Казахстанский областной драматический театр, Усть-Каменогорск (1952—1956)
- «Поздняя любовь» А. Островского
- «Трактирщица» К. Гольдони
- «Испанцы» М. Лермонтова
- «Невольницы» А. Островского
- «Семья преступника» Н. Джакометти
- «В добрый час» В. Розова
- «Настоящий человек» Т. Лондон по Б. Полевому
- «Не называя фамилий» Н. Минко
- «Любовь на рассвете» Я. Галана
- «Два капитана» В. Каверина
- «О тех, кто любит» П. Антокольского
- «В сиреневом саду» Ц. Солодаря
- «Золушка» Т. Габбе
- «Богатырский сказ» Я. Анушкина
- «Люська» Г. Мазина
- «Земной рай» О. Васильева

## Постановки в театрах кукол
Республиканский театр кукол Узбекской ССР, Ташкент (1949—1951)
- «Лесные артисты» Н. Гернет
- «Маугли» Н. Гернет по Р. Киплингу
- «Куин-Ку» С. Горянова
- «Пузан» Г. Матвеева

Государственный театр кукол БССР, Минск (1956—1958)
- 1956 — «Волшебная лампа Аладдина» Н. Гернет
- 1957 — «Смелость города берет» Г. Ландау
- 1957 — «Колобок» Г. Ландау
- 1957 — «Иван-царевич и серый волк» А. Бычкова
- 1957 — «Карлик-нос» М. Поливановой
- 1957 — «Птичье молоко» Е. Тудоровской
- 1957 — «Дед и Журавль» В. Вольского

Республиканский театр кукол Киргизской ССР, Фрунзе (1958—1959)
- 1958 — «Иван-крестьянский сын» Б. Сударушкина
- 1958 — «Кот в сапогах» Г. Владычиной

Государственный театр кукол БССР, Минск (1959—1986)
- 1959 — «Кот в сапогах» Г. Владычиной
- 1959 — «Веселые медвежата» М. Поливановой
- 1959 — «Сказка о потерянном времени» Е. Шварца
- 1959 — «Василиса прекрасная» Е. Черняк
- 1959 — «Снегуркина школа» Г. Ландау
- 1960 — «Конек-горбунок» П. Ершова
- 1960 — «Волшебная лампа Аладдина» Н. Гернет
- 1960 — «Полет на Луну» А. Каневского
- 1960 — «Цветок счастья» А. Правдиной
- 1960 — «Иван-крестьянский сын» Б. Сударушкина
- 1961 — «Леший» Н. Алтухова
- 1961 — «По щучьему велению» Е. Тараховской
- 1961 — «Ленивое царство» М. Моисеевой
- 1961 — «Серебряная табакерка» Н. Алтухова
- 1962 — «Мальчик из Княж-озера» Л. Браусевича
- 1962 — «Дед и журавль» В. Вольского
- 1962 — «Индонезийская сказка» Б. Бахмутовского
- 1962 — «Маринка-крапивница» А. Вольского и П. Макаля
- 1963 — «Веселый цирк» А. Лелявского
- 1963 — «Слон и Зоя» В. Лифшица
- 1963 — «Конек-горбунок» П. Ершова
- 1964 — «Твердый орешек» Н. Алтухова
- 1964 — «Вредный витамин» Ю. Елисеева
- 1964 — «Мальчик из Княж-озера» Л. Браусевича
- 1964 — «Катькин день» В. Азова и В. Тихвинского
- 1964 — «По щучьему велению» Е. Тараховской
- 1965 — «Золушка» Т. Габбе
- 1965 — «Дед и журавль» В. Вольского
- 1966 — «Доктор Айболит» В. Коростылева
- 1967 — «Военная тайна» А. Гайдара
- 1967 — «Два мастера» Ю. Елисеева
- 1967 — «Партизанская сказка» Л. Браусевича
- 1968 — «Чертова мельница» И. Штока
- 1968 — «Прелестная Галатея» Б. Гадора и С.Дарваша
- 1969 — «Голубой щенок» Д. Урбана
- 1969 — «Липовички» А. Лелявского по В. Голубку
- 1970 — «Сокровище Сильвестра» А. Вагенштайна
- 1971 — «Колокола-лебеди» И. Карнауховой
- 1971 — «Божественная комедия» И. Штока
- 1972 — «Я-цыпленок, ты-цыаленок» Г. Усача
- 1973 — «Мой, только мой!» Б. Тузлукова
- 1974 — «Конек-горбунок» П. Ершова
- 1974 — «По щучьему велению» Е. Тараховской
- 1974 — «Партизанская сказка» Л. Браусевича
- 1975 — «Скажи свое имя, солдат!» А. Вертинского
- 1975 — «Клоп» В. Маяковского
- 1976 — «Ищи ветра в поле» В. Лифшица
- 1976 — «Огниво» Х. К. Андерсена
- 1977 — «Три толстяка» Ю. Олеши
- 1978 — «Звездный мальчик» А.Лелявского по О. Уайльду
- 1978 — «Левша» Н. Лескова
- 1979 — «Лесной барабан» Г. Сапгира
- 1979 — «Заячья школа» П. Манчева
- 1980 — «Храбрый портняжка» братьев Гримм
- 1981 — «Таинственный гиппопотам» И. Кичановой
- 1981 — «Похождения бравого солдата Швейка» Я. Гашека
- 1982 — «Сымон-музыкант» Я. Коласа
- 1983 — «Тридцать восемь попугаев» Г. Остера
- 1983 — «Волшебная лампа Аладдина» Н. Гернет
- 1984 — «Балада о белой вишне» С. Климкович
- 1984 — «Жаворонок» Ж. Ануя
- 1984 — «Сказка о царе Салтане» А.Лелявского по А. Пушкину
- 1985 — «Приключения шевалье д’Артаньяна» А. Алейникова по А. Дюма
- 1986 — «Красная шапочка» Е. Шварца